# Ерік Гедлін
Ерік Гедлін (англ. Eric Hedlin, 18 квітня 1993) — канадський плавець.
Призер Чемпіонату світу з водних видів спорту 2013, 2019 років.
Призер Пантихоокеанського чемпіонату з плавання 2018 року.
Призер літньої Універсіади 2013 року.